# Baoying
Der Kreis Baoying (chinesisch 宝应县, Pinyin Bǎoyīng Xiàn) ist ein Kreis in der chinesischen Provinz Jiangsu. Er gehört zum Verwaltungsgebiet der bezirksfreien Stadt Yangzhou. Baoying hat eine Fläche von 1.461 km² und zählt 752.425 Einwohner (Stand: Zensus 2010). Sein Hauptort ist die Großgemeinde Anyi (安宜镇).

## Administrative Gliederung
Auf Gemeindeebene setzt sich der Kreis aus vierzehn Großgemeinden zusammen. 